# Walkersaich
Walkersaich  ist ein Gemeindeteil der Gemeinde Schwindegg und eine Gemarkung im oberbayerischen Landkreis Mühldorf am Inn. Es war der Hauptort der ehemaligen Gemeinde Walkersaich.

## Geographie
Das Kirchdorf liegt 3 km östlich von Schwindegg an der Mündung des Walkersaicher Mühlbachs in die Isen. Es liegt 56 km östlich von München, 77 km westlich von Salzburg, 49 km nördlich von Rosenheim und 30 km südlich von Landshut. Walkersaich befindet sich 17 km entfernt von der Kreisstadt Mühldorf a. Inn.

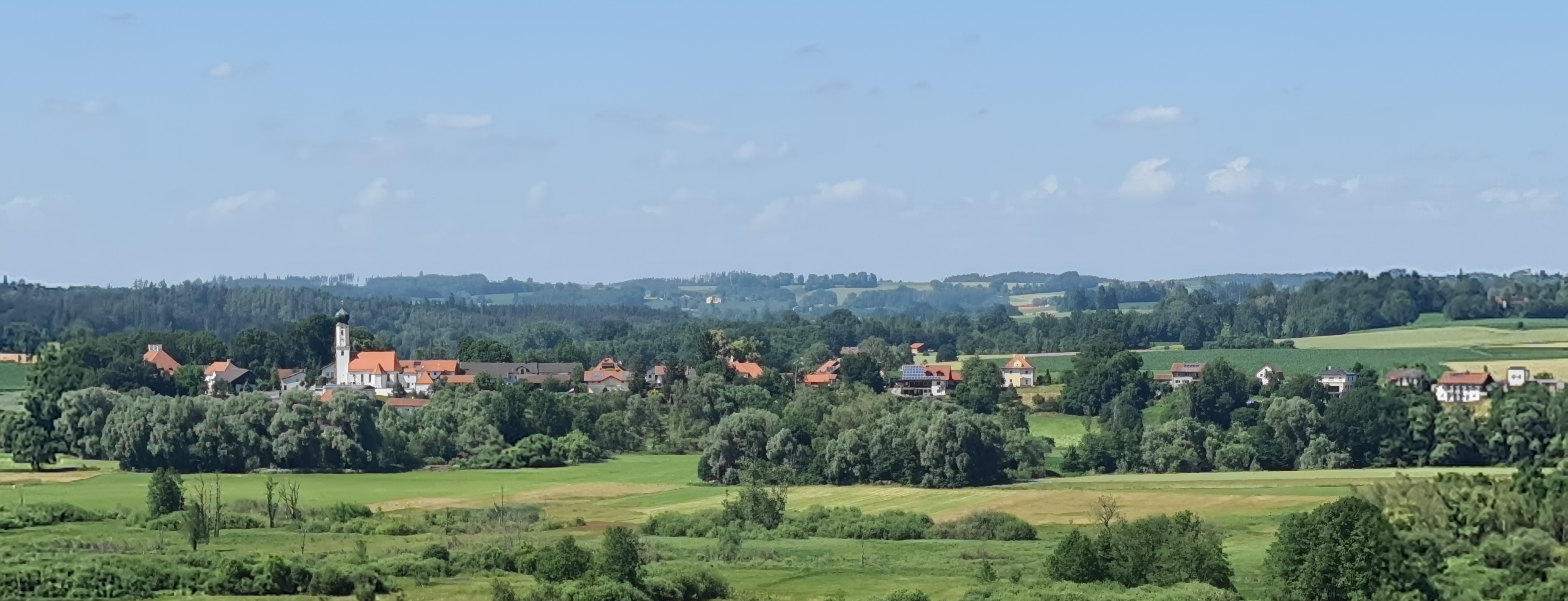
Ortsansicht von Süden

## Geschichte
Bereits 963 werden Schloss und Hofmark als „Eihhi“ urkundlich erwähnt. In der bayerischen Denkmalliste befindet sich das Ensemble der ehemaligen Hofmark Walkersaich. Es umfasst den Ortskern des kleinen Kirchdorfes Walkersaich und war Sitz der Adelsfamilien der Freiherren von Puech zu Walkersaich und zum Thurn. Es ist seit 1761 Besitz der Familie Mooser. Der mächtige Walmdachbau aus dem Jahr 1602 beherrscht zusammen mit der Kirche das Ortsbild.
Die katholische Kirche St. Maria, St. Andreas und St. Sigismund entstand Ende des 15. Jahrhunderts. Um- und Erweiterungsbauten erfolgten 1690, 1750 und 1836. Aus dem 18. Jahrhundert stammt der Westturm in seiner heutigen Form. In der linken Seitenkapelle befindet sich der sogenannte „Hassenhammer Schimmel“, eine Holzplastik, die den Hl. Martin darstellt. Sie wurde nach dem Abbruch einer alten Kapelle über eineinhalb Jahrhunderte in einer Kammer verwahrt wurde, bis sie wieder der Öffentlichkeit zugänglich gemacht wurde.
Walkersaich wurde mit dem bayerischen Gemeindeedikt von 1818 eine selbstständige Gemeinde mit folgenden Ortsteilen:
| - Aichmehring - Angering - Au b.Wörth - Berg - Besenbuchbach ** - Bichl I - Bichl II - Bichlhub * - Breitenau * - Edmühle - Einstetting * | - Ella * - Ellaberg * - Erb - Forn - Fürfang - Grub - Gumpenbau - Gumpolding * - Hagmering * - Hassenham - Hof | - Isen - Kagen * - Kastenberg * - Kindlbuch * - Kothbach - Kothingdorfen - Langenloh * - Linden * - Loinbruck - Marketsmühle - Mitterhub | - Mooshäusl - Moosmühle - Oberhub - Petzenham - Pfarrhof ** - Plattenberg ** - Reith - Remelberg * - Schafdorn - Schwaig * - Spanbruck | - Steeg * - Thal * - Viehweid - Walkersaich - Wörth - Zeil * - Zurmühle |

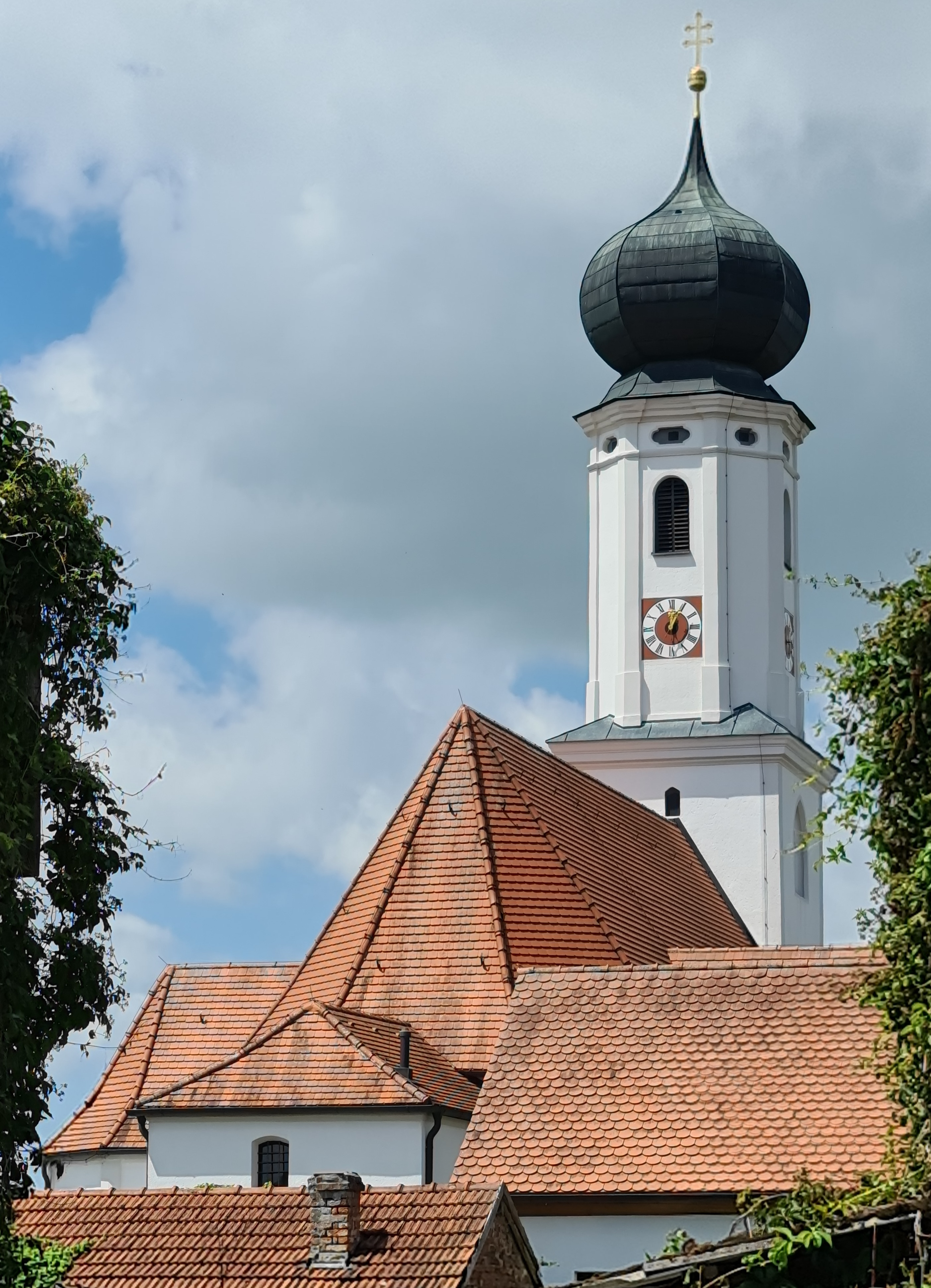
Die Expositurkirche St. Maria, St. Andreas und St. Sigismund von Osten

(** 1. Januar 1972 zu Buchbach, * 1. Januar 1973 zu Buchbach)
1972 wurden im Rahmen der Gebietsreform in Bayern von der Gemeinde Walkersaich die Ortsteile Besenbuchbach, Pfarrhof und Plattenberg (insgesamt 41 Einwohner laut Volkszählung 1970) an den Markt Buchbach abgegeben. Am 1. Januar 1973 wurde die Gemeinde Walkersaich aufgelöst und überwiegend nach Schwindegg eingegliedert, die Orte Bichlhub, Breitenau, Einstetting, Ella, Ellaberg, Gumpolding, Hagmering, Kagen, Kastenberg, Kindlbuch, Langenloh, Linden, Remelberg, Schwaig, Steeg, Thal und Zeil kamen zu Buchbach.

## Wappen
In Blau auf silbernem Dreiberg zwei ineinander geneigte goldene Buchenblätter.